# Ricardo Bellveser
Ricardo Bellveser Icardo (Valencia, 27 de noviembre de 1948-29 de diciembre de 2021) fue un escritor, poeta, novelista, ensayista y crítico literario español que ejerció el periodismo en diferentes diarios y revistas españolas e hispanoamericanas.

## Biografía
Ricardo fue el segundo hijo de una familia compuesta por cuatro hermanos: Juan Antonio, Ricardo, Enrique Francisco y Margarita, y sus padres, Margarita Icardo Rico, ama de casa, y Antonio Bellveser Sarrió, periodista radiofónico y crítico taurino, que participó como voluntario en la División Azul. Regresó de Rusia con una afección pulmonar que se agravó con el tiempo, por lo que sus hijos mayores fueron separados y llevados a espacios saludables mientras durara su proceso de recuperación. Por ello, Ricardo pasó su primera infancia en Adzaneta de Albaida (Valle de Albaida), pueblo que se ha convertido en escenario de muchas de sus historias. Trasladado a Madrid, allí realizó sus estudios universitarios, primero en la Escuela Oficial de Periodismo con una tesis de licenciatura sobre la revista Clima que obtuvo la máxima calificación, y después en la facultad de Ciencias de la Información, en la Universidad Complutense de Madrid. Completó su formación universitaria en la facultad de Filología Hispánica, en la Universidad de Valencia con una tesis de licenciatura sobre «La Comedia Bribona del "pare" Mulet (1624-1675)», que también consiguió la máxima calificación.
Constante viajero, fue invitado a Congresos y encuentros de escritores o a dar charlas en Universidades de distintas partes del mundo. Durante más de veinte años se dedicó al periodismo, tanto a su ejercicio estricto, como corresponsal de Europa Press y de France Press, redactor-jefe del diario Las Provincias y director de distintas revistas, como a la docencia de la Crítica Literaria en Universidades de Valencia. De esta profesión mantiene sus colaboraciones de columnismo literario con secciones fijas semanales en El Mundo en España y en el suplemento literario Letra Siete del diario Página Siete de La Paz (Bolivia) y episódicamente en otros medios de comunicación españoles e hispanoamericanos..
Fue director y presentador del programa cultural semanal de televisión Encontres, que se emitía por el canal Punt 2 de RTVV. Además de: 
- Consejero electo al Consell Valencià de Cultura (CVC), institución de la que es vicepresidente.
- Académico correspondiente electo de la Real Academia de Bellas Artes de San Carlos.
- Asesor científico de la Fundación Max Aub de Segorbe.
- Presidente de honor de los Premios de la Crítica Literaria Valenciana, organizados por la Asociación Valenciana de Escritores y Críticos Literarios (CLAVE).
- Miembro del jurado de los Premios de la Crítica Literaria Andaluza y de los Premios de la Crítica de Castilla y León.

Compaginó estas dedicaciones con la participación en Congresos Internacionales (Moscú, Yasnaya Polyana, Beirut, Estambul, Tel Aviv, Zacatecas, México...) y la publicación de libros.
Asimismo fue: 
- Académico electo de la Acadèmia Valenciana de la Llengua (AVL)
- Director-gerente de la Institución Alfons el Magnànim (CECEL-CSIC).
- Miembro del Consejo Rector del Instituto Valenciano de Arte Moderno (IVAM).
- Profesor de Crítica Literaria de la Universidad CEU Cardenal Herrera de Valencia.

En 2019 se le diagnosticó un cáncer. En noviembre de 2020, el mundo de la cultura le tributó un sentido homenaje, en un acto celebrado en el Ateneo de Valencia, en el que Ricardo estuvo acompañado por su mujer y sus dos hijos. Su última aparición pública tuvo lugar en octubre de 2021, cuando el escritor donó al Consejo Valenciano de Cultura dos retratos de su colección.

## Obra

### Poesía
Sus primeros libros fueron de poesía, atraído por la estética de los novísimos, de ahí surgen Cuerpo a Cuerpo (1977) y La estrategia (1977), que la crítica recibió como una de las aportaciones más interesantes y originales a esta generación. Le siguieron Manuales (1980) y Cautivo y desarmado (1987). Estos libros fueron reunidos bajo el título de La memoria simétrica (1995) que cierra su primera etapa creativa. En 2018 publica la antología El sueño de la funambulista (ed. Olé Libros) en la que el propio autor hace una selección propia de los mejores poemas de toda su obra.
La segunda etapa poética se inicia con:
- Julia en Julio (Huerga y Fierro, 1999).
- El agua del abedul (Visor, 2002), premio de poesía de la Comunidad de Castilla y León.
- Paradoja del éxito (IAM, 2003) (Traducido simultáneamente a cinco lenguas).
- Fragilidad de las heridas (Calambur, 2004), Premio Vicente Gaos de poesía, dentro de los Premios Literarios Ciudad de Valencia.
- Las cenizas del nido (Visor, 2009), XIX Premio Internacional Jaime Gil de Biedma.[5]
- Jardines (Everest, 2013), Premio Universidad de León.
- El sueño de la funambulista (Olé Libros, 2018). Antología poética, colección Vuelta de Tuerca.

### Ensayos y antologías
De entre sus ensayos y antologías cabe destacar: 
- Un siglo de poesía en Valencia (1975)
- Un Purgatorio (1984)
- Teatro en la encrucijada (1987)
- El ‘Pare’ Mulet (1624-1675). Un enigma desvelado (1989)
- La Ilusión. Homenaje a Gil-Albert (1992)
- Vita Nuova (1993)
- En el abismo del milenio (1993)
- Hecho de encargo. Biblioteca Valenciana. Colección Literaria. Dos tomos. Valencia, 2002 y 2003.
- Hay que añadir ediciones de clásicos contemporáneos, con selección, estudio introductorio y notas, como las de A, de Max Aub (2003), las Poesies Completes de Joan Miquel Romà (2004), Antología poética, de Vicente Gaos (Clásicos Castalia, 2006) o las Poesies Completes, de Xavier Casp (Biblioteca Valenciana, 2007)

### Narrativa
En narrativa destacan sus novelas “El exilio secreto de Dionisio Llopis” (2002), traducida al portugués como “O secreto exílio” editada por Nova Vega, Lisboa, 2006; y “Lo siento pero no existe el paraíso” (Casa Cartón, 2012).
En ficción histórica ha publicado “Las gárgolas de la Lonja de Valencia” (La Araña, 2015).

### Otras materias
Es autor del libreto de la ópera contemporánea, “L’home de cotó-en-pèl”, música de Francisco Traver y Carles Picó. Estrenada en el Teatro Principal de Valencia el 10 de junio de 1974, autor del poema Sinfónico “Castell de l’Olla”. Música de Bernardo Adam Ferrero (editado en CD), Altea/Madrid (2000) y del poema "Plata" con música de Haendel y de Andrés Valero (editado en CD), Altea/Madrid (2007).

### Inclusión en antologías
Su obra ha sido seleccionada y está incluida en numerosas antologías, de entre las que destacan: 
- De la Peña, Pedro J. “La poesía en el País Valenciano”. Cuadernos para el Diálogo. Madrid, 1974
- Falcó, José Luis. Selma, José Vicente. “Última poesía en Valencia”. IVEI. Valencia, 1985
- Ballester Añón, Rafael. González, Antonio Carlos. De la Peña, Pedro. “La poesía valenciana en castellano 1936-1986”. Víctor Orenga Ed. Valencia, 1986
- Beltrán. José Carlos. “Peñíscola y los poetas”. Hostería del mar. Peñíscola, 1995
- Rodríguez Jiménez, Antonio. “Paisajes”. Los Cuadernos de Sandua. Cajasur. Córdoba, 1997.
- Samuel, Luis. “Antología de otros poetas españoles”. Santander, 1998
- Morales, Gregorio. “El cadáver de Balzac”. Ed. Epígono. Alicante, 1998
- Rodríguez Jiménez, Antonio. “Elogio de la Diferencia. Antología consultada de los poetas no clónicos”. Cajasur. Córdoba, 1997
- Garrido Moraga, Antonio. “De lo imposible a lo verdadero. Poesía española 1965-2000”. Celeste. Sial Ediciones. Madrid, 2000
- Bettini, Emanuele. "Si Scrivere". (Edición en italiano). Cremona, 2001
- Dimic, Moma. "Remnants of light. Poets from Abroad (1964-2004)". (Edición en serbio). Belgrade, 2005;
- Dimic, Moma. "Literature, Ethics, Politics" (Edición en serbio). Belgrado, 2002 y Coco, Emilio. "Poeti spagnoli contemporanei". (Edición en italiano). Edizioni dell'Orso. Alessandria, 2008.
- Arlandis, Sergio (ed.). Mapa. 30 poetas valencianos en la democracia. Ed. Carena, 2009.
- Arlandis, Sergio. Diccionario de autores valencianos contemporáneos. Biblioteca Valenciana, 2012.

## Premios y homenajes
Ha obtenido numerosos premios, entre ellos:
- Crítica Literaria Valenciana al conjunto de su poesía, y su obra, que ha sido traducida, en libro, a más de diez lenguas.
- Premio del Colegio de Arquitectos de Valencia y Murcia.
- Premio periodístico de la Federación Española de Municipios y Provincias.
- Premio de poesía, el Segundo Premio y el Premio Castilla y León.
- Premio Vicente Gaos de poesía.
- Premio Internacional Jaime Gil de Biedma
- Premio de la Universidad de León.
- Alta Distinción de la Generalitat con carácter colectivo
- Premio Nacional al Fomento de la lectura 2011, del Gremio de editores de España.
- Los escritores y críticos valencianos agrupados en CLAVE, Asociación Valenciana de Escritores y Críticos, le dedicaron en 2012 el número 3 de la revista ‘’Clave Literaria’’, monográfico a su obra, como homenaje colectivo.
- Premio Nacional de Poesía Cultura Viva 2017.